# Glaucopsyche huguenini
Glaucopsyche huguenini är en fjärilsart som beskrevs av Gunder 1925. Glaucopsyche huguenini ingår i släktet Glaucopsyche och familjen juvelvingar. Inga underarter finns listade i Catalogue of Life.